# GOM Player
GOM Player ist ein Adware-Mediaplayer für Windows, Android und iOS. Die Software wird vom südkoreanischen Unternehmen Gretech Corporation entwickelt und ist in den Sprachen Koreanisch und Englisch verfügbar.
Das GOM im Namen ist ein Akronym und steht für Gretech Online Music. Die Stärken des Programms sind unter anderem die Fähigkeiten, das Gros der Mediendateien ohne einen zusätzlichen Codec, aber auch beschädigte Dateien abspielen zu können. Beides sind Merkmale, die herkömmliche Player, wie der Windows Media Player, nicht oder nur unvollständig bieten.
Der GOM Player ist ein Medienspieler für FLV-Dateien von Videoportalen wie YouTube.
Ab der Version 2.1.39.5101 ist die Software Adware. Zuvor wurde im Player Textwerbung eingeblendet, nun blockiert ein Werbebanner das Schließen des Players, bis dieses bestätigt wurde. Ab Version 2.1.40.5106 kann das Werbebanner jedoch komplett ausgeschaltet werden.

## Software-Funktionen

### Unterstützte Formate
- Unvollständige/beschädigte AVI-Dateien (überspringt fehlerhafte Frames)
- Gesperrte Mediendateien (Echtzeitindizierung für AVI-Dateien, die benutzt oder heruntergeladen werden)
- HTTP-Streaming (ASF, OGG, MP3, AVI)
- DirectShow-Playback (AVI, WMV, MKV, MOV, MP4, 3GP, GVI, FLV, VOB, OGG, OGM, RMVB, MPEG-1, MPEG-2)
- Real Media (benötigt Real Alternative)
- QuickTime (benötigt QuickTime Alternative)
- DVD-Video (benötigt MPEG2-Codec)
- Audio-CD (nur unter Windows 2000 und XP)
- Video-CD/SVCD/XCD

### Abgedeckte Codecs und Filter
Video-Codecs
DivX, Xvid, MPEG-1, MPEG-4, H263(+), H.264 (AVC1), MSVIDC, MS MPEG4 V1/2/3, FLV1, MJPEG
Audio-Codecs
Vorbis, AMR, QCELP, EVRC

### Untertitel
- Unicode Text Subtitles
- SAMI (smi)
- SubRipText (srt), MicroDVD (sub), SMIL/RealText
- SAA, ASS
- VobSub, Closed Caption
- ASF, MKV, OGM

### Codec-Finder
Für Mediendateien, die GOM Player nicht ohne erforderlichen Codec abspielen kann, versucht die Software einen passenden Codec zu finden und leitet zu einer entsprechenden Website mit Downloadmöglichkeit weiter.

### Beschädigte oder unvollständige Dateien
Das Programm benutzt für fehlerhafte oder unvollständige (z. B. im Download befindliche) AVI-Dateien eine patentierte Technologie (Patent-Nummer 10-0440495-0000, gewährt am 5. Juli 2004 in der Republik Korea).

### GOM TV
GOM TV ist der beliebteste Streamingservice in Südkorea und maßgeblich für den dortigen Erfolg der Software. Angeboten werden verschiedene Inhalte, von National-Geographic-Dokumentationen und TV-Dramas bis hin zu Spielfilmen und Erotikangeboten.
Die Dienste werden sowohl werbefinanziert sowie als Pay-per-View angeboten. Die Preise für Pay-per-View-Angebote variieren von 500 KRW bis zu 2000 KRW (z. B. für die meisten Spielfilme).
Obwohl sich die koreanische und englische Version des GOM Players sehr ähneln, fehlt GOM TV in der englischen Version.

## Popularität in Südkorea
Der GOM Player ist Südkoreas beliebtester Medienspieler. Im Juli 2007 wurden dort 8,4 Millionen Benutzer gezählt, im Vergleich zu 5,4 Millionen Nutzern des Windows Media Player. Die bevorzugten Genres waren zu 69,8 % Pornografie, zu 43,2 % Spielfilme, zu 29,6 % Seifenopern, zu 21,8 % Unterhaltungssendungen, zu 11,1 % Zeichentrickfilme und zu 7 % Musikvideos.